# Aeroportul Olenyok
Aeroportul Olenyok (IATA: ONK, ICAO: UERO) este un aeroport din Iacutia, Rusia ce deservește zona Oleniok⁠(d). Aeroportul a fost tranzitat în 2017 de 8.124 de pasageri. A fost numit după zona deservită.
Situat la o altitudine de 258 m, aeroportul dispune de o singură pistă.